# Escuela Técnica Superior de Arquitectura de Madrid

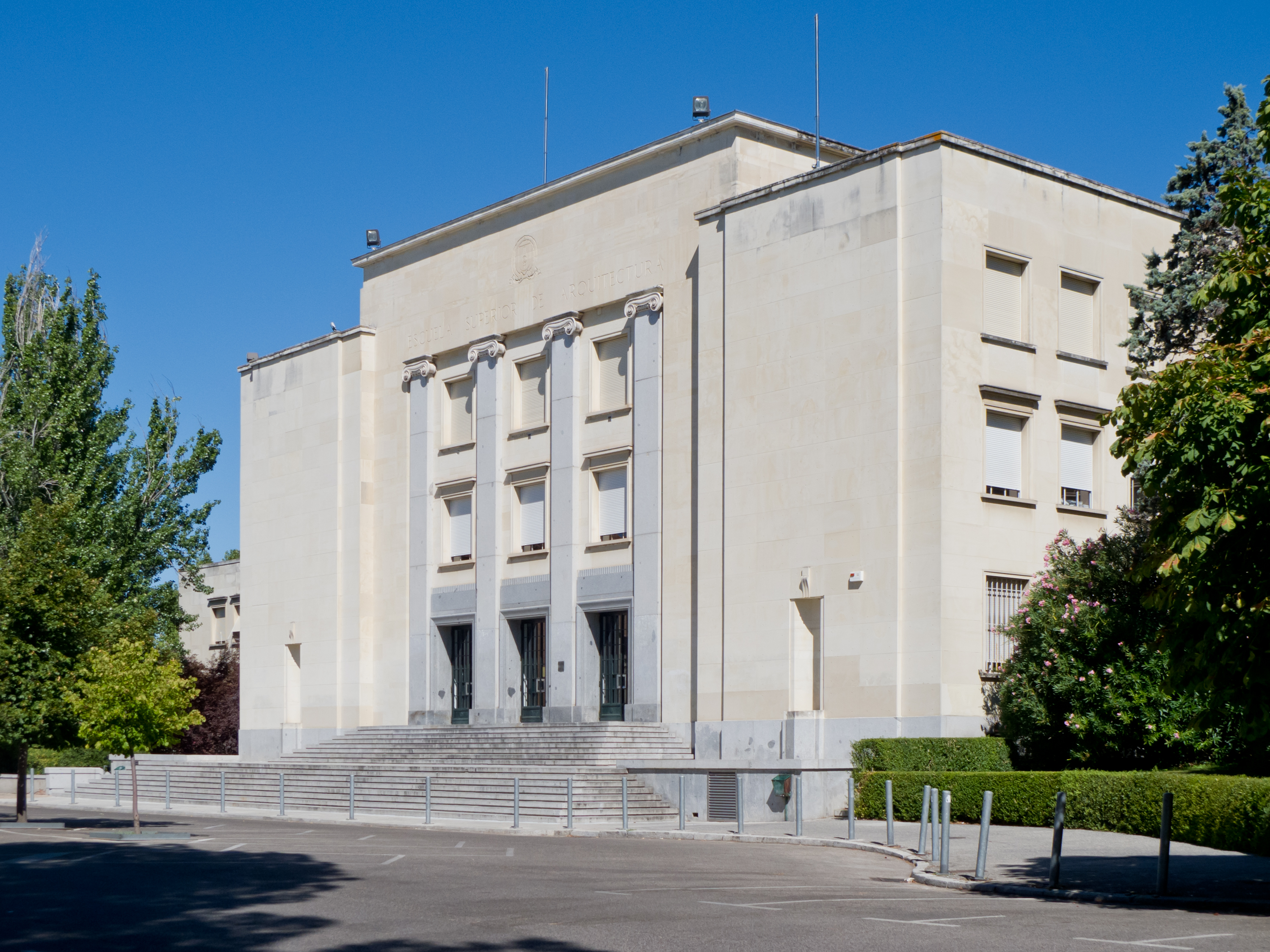
Hoofdgebouw ETSAM in 2012

De Escuela Técnica Superior de Arquitectura de Madrid (ETSAM) is een architectuuropleiding die deel uitmaakt van de Polytechnische Universiteit van Madrid (UPM). De school leidt op tot architect en biedt de mogelijkheid om de graden van master en doctor te behalen. De school werd opgericht in 1844 en wordt in Spanje gezien als toonaangevend.

## Bekende alumni en docenten
- Carlos Arroyo (*1964)
- Juan Navarro Baldeweg (*1939)
- Alberto Campo Baeza (*1946)
- Juan Herreros (*1958)
- Rafael de La-Hoz Castanys (*1955)
- Rafael Moneo (*1937)
- Alejandro de la Sota (1913-1996)
- Emilio Tuñón Álvarez (*1959)